# Ökumenische Plötzenseer Tage
Die Ökumenischen Plötzenseer Tage sind eine jährlich in Berlin stattfindende Veranstaltungsreihe, mit der an die Märtyrer und Opfer des Nationalsozialismus erinnert wird. Sie finden hauptsächlich in der katholischen Gedenkkirche Maria Regina Martyrum und im Evangelischen Gemeindezentrum Plötzensees in der Nähe der Gedenkstätte Plötzensee statt. Veranstalter sind die Evangelische Kirchengemeinde Charlottenburg-Nord und das Karmelitinnenkloster Regina Martyrum, ab 2010 auch das Ökumenische Gedenkzentrum Plötzensee „Christen und Widerstand“.
Die Plötzenseer Tage finden jedes Jahr um den 23. Januar, dem Todestag von Helmuth James Graf von Moltke, und dem 27. Januar, dem Tag des Gedenkens an die Opfer des Nationalsozialismus, statt. Neben kulturellen Programmpunkten wie Opern-, Konzert- oder Theateraufführungen waren bisher Vorträge und Vesper feste Bestandteile der Veranstaltungsreihe.
Referenten und Prediger waren bisher unter anderem Clarita von Trott zu Solz, Rosemarie Reichwein (1992), Bischof i. R. Albrecht Schönherr (1996), Friedrich-Wilhelm Marquardt (1998), Jizchak Schwersenz (1999), Günter Brakelmann (2009), Andreas Maislinger (2010), Alt-Bischof Wolfgang Huber (2014) und Rabbiner Andreas Nachama (2023).

## Themen und Referenten
(Auswahl)
- 1992: Der Kreisauer Kreis und seine aktuelle Bedeutung
- 1993: Renate Wind: Dem Rad in die Speichen fallen – D. Bonhoeffer
- 1994: Friedrich Georgi: Wir haben das Letzte gewagt; Wörmann: Widerstand in Charlottenburg
- 1995: Zum 50. Todestag von Helmuth J. von Moltke
- 1996: Über Dietrich Bonhoeffer und das Predigerseminar in Finkenwalde
- 1997: Sigrid Jacobeit: Ravensbrück
- 1998: Christsein nach Auschwitz
- 1999: Jizchak Schwersenz
- 2000: Hans Krása: Brundibár
- 2002: Ökumenische Vesper
- 2003: Harald Poelchau
- 2005: "60 Jahre danach"
- 2006: Zum 100. Geburtstag von Dietrich Bonhoeffer
- 2007: "Mutter Marija Skobtsova – Märtyrerin von Ravensbrück"
- 2008: "Orte des Mutes" („Stille Helden“)
- 2009: Helmuth James von Moltke – Im Land der Gottlosen
- 2010: Franz Jägerstätter
- 2011: Wolfgang Thierse: "Warum erinnern?"
- 2012: "Abschiedsbriefe" – Lesung der Schauspielerin Gesa Hartmann[1]
- 2013: "Im Lande der Gottlosen" – Tagebuch und Briefe aus der Haft 1944/1945 von Helmuth James von Moltke (artEnsemle Theater Bochum)[2]
- 2014: Wolfgang Huber: Widerstand und Demokratie[3]
- 2015: Zum 70. Jahrestag der Ermordung von Helmuth James von Moltke, Pater Alfred Delp und 11 weiteren NS-Gegnern in Plötzensee; Vortrag von Fritz Delp: Una sancta in vinculis
- 2016 „Das Böse, der Böse? Nachdenken im Zeichen des Unlösbaren“ (Hanna-Barbara Gerl-Falkovitz)[4]
- 2017: „Luther und das Judentum“[5]
- 2018: Programm der Plötzenseer Tage 2018
- 2019: Im Mittelpunkt der Plötzenseer Tage 20219 stand die Multimedia-Mitmach-Show „Martin Luther King Jr. – I have a dream“ am Freitag, 25. Januar 2019. Pressemitteilung
- 2020: Pressemitteilung
- 2021/2022: Wegen der Corona-Pandemie gab es 2021 und 2022 keine Plötzenseer Tage

- 2023: „Das Jahr 1933 und seine Folgen – Der Beginn der nationalsozialistischen Herrschaft vor 90 Jahren“ (Andreas Nachama)[6]
- 2024: Präsentation von Entwurfsskizzen für den Plötzenseer Totentanz. Gesamt-Programm